# Singer-palota (Miskolc)
A Singer-palota Miskolcon, a Széchenyi István utca és a Király utca délkeleti sarkán áll, a „Tulipán-tömb” meghatározó épülete (Széchenyi István utca 90.). 1908 és 1910 között épült.

## Története
A mai saroképületnek több elődjéről is lehet tudni – mind Singer-ház volt. Az első házról Miskolc 1868-ban megjelent „piacrendőri szabályzatá”-ból értesülünk. Ez a szabályzat az utcai árusítást szabályozta, és ebből derült ki, hogy az alsó piac végén, a Király-hídnál, a Pece-patak déli oldalán a halasok, a szekérkasfonók és egyes gyümölcsárusok állíthatták fel sátraikat. Ettől följebb, a Singer-házig a pipakészítők árulhattak, majd a „Singer-háztól a Polák-házig felfelé” pedig a rostások, szitások, kötelesek és szíjjártók helyezhették ki portékájukat. Tehát 1868-ban már állt egy Singer-ház a jelenlegi helyén.
A Pecéhez és a Király-hídhoz szükséges kis magyarázó megjegyzést fűzni. A Pece-patak eredetileg a Széchenyi utca túlsó oldalától folyt déli irányba a Király utca nyugati oldalán, és így torkollott a Szinvába. A Széchenyi utca keleti végének kialakításakor, már a Singer-palota megépülte után, a Pecét föld alá vezették, s csak a mai Singer-palota előtt bukkant elő, fölötte gyaloghidat (majd a villamos számára újabb, keskeny hidat) építettek. Ezek az 1911-ben készült fotókon is látszanak. A híd neve Király-híd, később Ady-híd lett, és ez utóbbi nevet őrizte meg gyakorlatilag az egész kereszteződés máig, pedig azután a Pece egész szakaszát befedték, így már hídra sem volt szükség.
Az 1878-as árvíz során a Singer-ház is megsérült (a környék összes háza megsemmisült, mert a Munkácsy utca déli végén, a Szinván –illetve a számára kialakított malomcsatornán – volt egy malom). A házat újjá kellett építeni, és bár adatok az építésről nem maradtak fenn, ez – közvetett információk alapján – valószínűleg egyemeletes épület volt. Ezt a házat 1905–06-ban valamiért lebontották. Miskolc városa kívánatosnak tartotta hogy a helyén igényes, korszerű, reprezentatív ház épüljön és nyissa meg a főutca keleti végét. A telek beépítésére először 1907-ben kért városi engedélyt egy budapesti vállalkozó, Feuerstein Izidor, a tervező is fővárosi volt, de a hivatal képviseletében Szűcs Sándor városi főmérnök tűzrendészeti és egészségügyi szempontokra hivatkozva nem fogadta el a terveket. Ezzel szemben Singer Henrik doktor megkapta az építési engedélyt, a terveket Korach Miksa készítette el. Az építés folyamatáról nem maradtak információk, de a Miskolcz című napilap 1910. június 22-én arról számolt be, hogy a Singer-palota felépült, és Singer Henrik megkapta a használatbavételi engedélyt. Az emeleten a tulajdonos lakása mellett számos család bérelt lakást, a földszinten pedig boltok nyíltak. Működött itt a Miskolci Takarékpénztár, Zechner Adolf üvegkristályüzlete, a Stern-Handelsmann textilkereskedése, Pataky Rudolf csemegeüzlete, Havas Arthur gabonaboltja, majd a gabonatőzsde is ideköltözött, azután a Resovszki-féle gyógyszertár, Korach Lajos illatszerboltja, Winder Jenő férfiruhaüzlete és Berger Bernát könyv- és papírkereskedése foglalt helyet a földszinten.
A városszerte elismert orvosdoktor halála után özvegyéé és három másik örökösé lett a ház. Egyikük, Singer Anna Resovszki Emil gyógyszerész felesége volt, és gyógyszertáruk az épület földszintjén működött. A zsidóüldözések után az örökösökről nem sok adat maradt, ketten Amerikába jutottak ki. Az államosításkor, 1952-ben állami tulajdonba került a ház, 1965-től a Miskolci Ingatlankezelő Vállalaté (MIK) volt, végül az 1990-es években társasházzá alakult. A földszinti üzlethelyiségekben ruházati bolt, a Novák-féle szabóság, kerékpár- és motorbolt, és végül a Tulipán Divatház működött. A 2020-as években a földszinti boltok közül az emblematikus üzlet a sarokról nyíló Tulipán Divatház, a déli oldalon további divatáruüzletek vannak.
Az épületet az 1980-as évek végén, a Tulipán-tömb rehabilitációja (az ún. tömbrehabilitációs program legsikeresebben végigvitt építkezése) keretén belül felújították. A tömbrehabilitáció azt jelenti, hogy a Széchenyi, Munkácsy, Király és Arany János utcák által közrefogott területet (Széchenyi utca 90–92–94. és Munkácsy utca 1–3–5.) egységes koncepcióként kezelve újították, építették fel. Az építészek Pirity Attila, Noll Tamás, Rudolf Mihály és Ferenc Mihály voltak.

## Leírása
A Singer-palota a késői magyar szecesszió stílusában épült. A tömegalakítás monotonitását az ablakok díszes keretelésével, közöttük ornamentális díszítményekkel enyhítették. A homlokzatok nehézkességét, a tagozódás egysíkúságát ezen kívül színes homlokzati festéssel igyekeztek oldani, bár nehezen kideríthető, hogy a korabeli díszítő elemeket festették-e, vagy esetleg mázas majolikából készítették (a korabeli fényképeken mintha térbeliséget lehetne felfedezni). A felújítás során mindenesetre művészi igényességgel megvalósított mázas kerámiadíszeket helyeztek el a homlokzaton. A homlokzati rizalitot mindkét oldalon magas, a tetőzet elé nyúló timpanonszerű hármas, illetve hatos osztású attika koronázza (kiképzésük némiképp hasonlít a Borsodmegyei Takarékpénztár épületének a hatvanas években eltávolított mellvédjére). A mellvéd mezőiben hornyos vakolatdísz van. Mind az északi, mind a keleti oldalon és mindkét szinten erkélyeket helyeztek el, az azokat tartó konzolok azonban eltérőek: a főutcán hagyományos, íves, a Király utcán tölcséres kialakításúak. Az erkélyek zárt mellvédjét teknő alakú, illetve íves kimetszésekkel könnyítették, a Széchenyi utcai homlokzat második emeleti erkélyét viszont szép kovácsoltvas korláttal látták el. Hasonló kiképzésű hórács díszíti a sarokrizalit fölső részét is. Mind a főutcai, mind a Király utcai oldalon az első emeleti ablakok félköríves, a második emeletiek tört egyenes záródásúak. A belső udvar hagyományos függőfolyosós kialakítást kapott.

## Képek

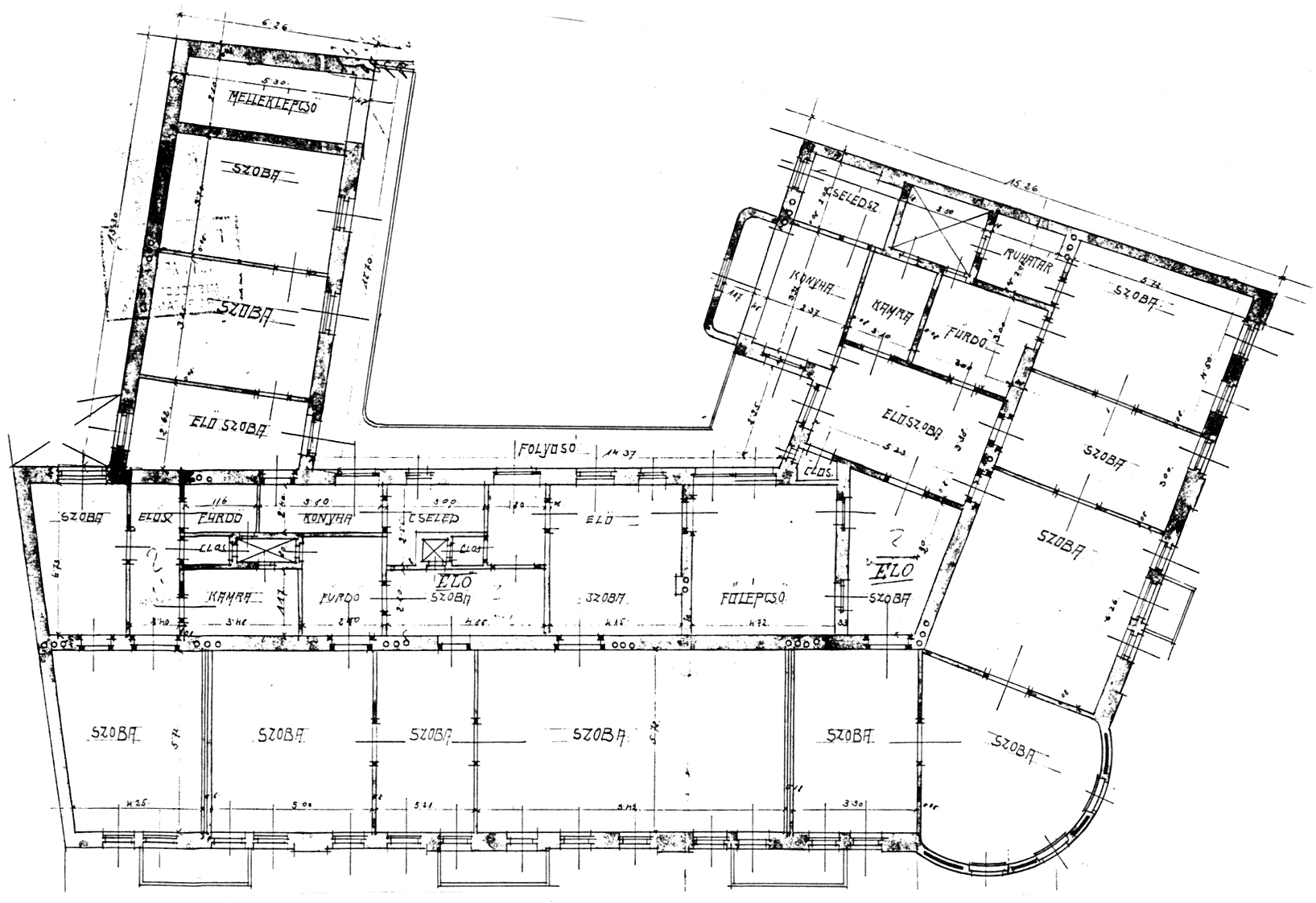
Az első emeleti alaprajz, 1910
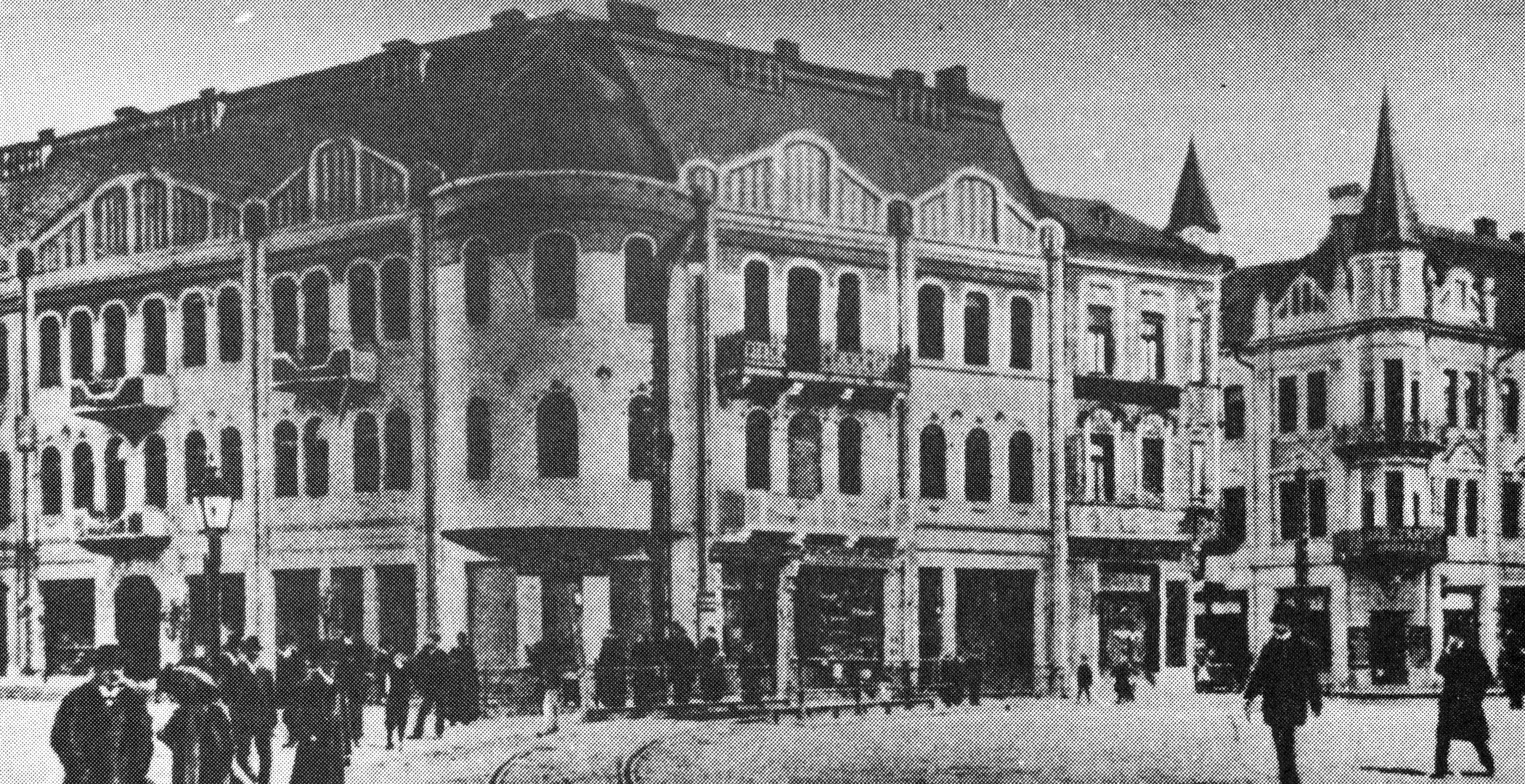
Az épület 1911-ben, előtte az Ady-híd
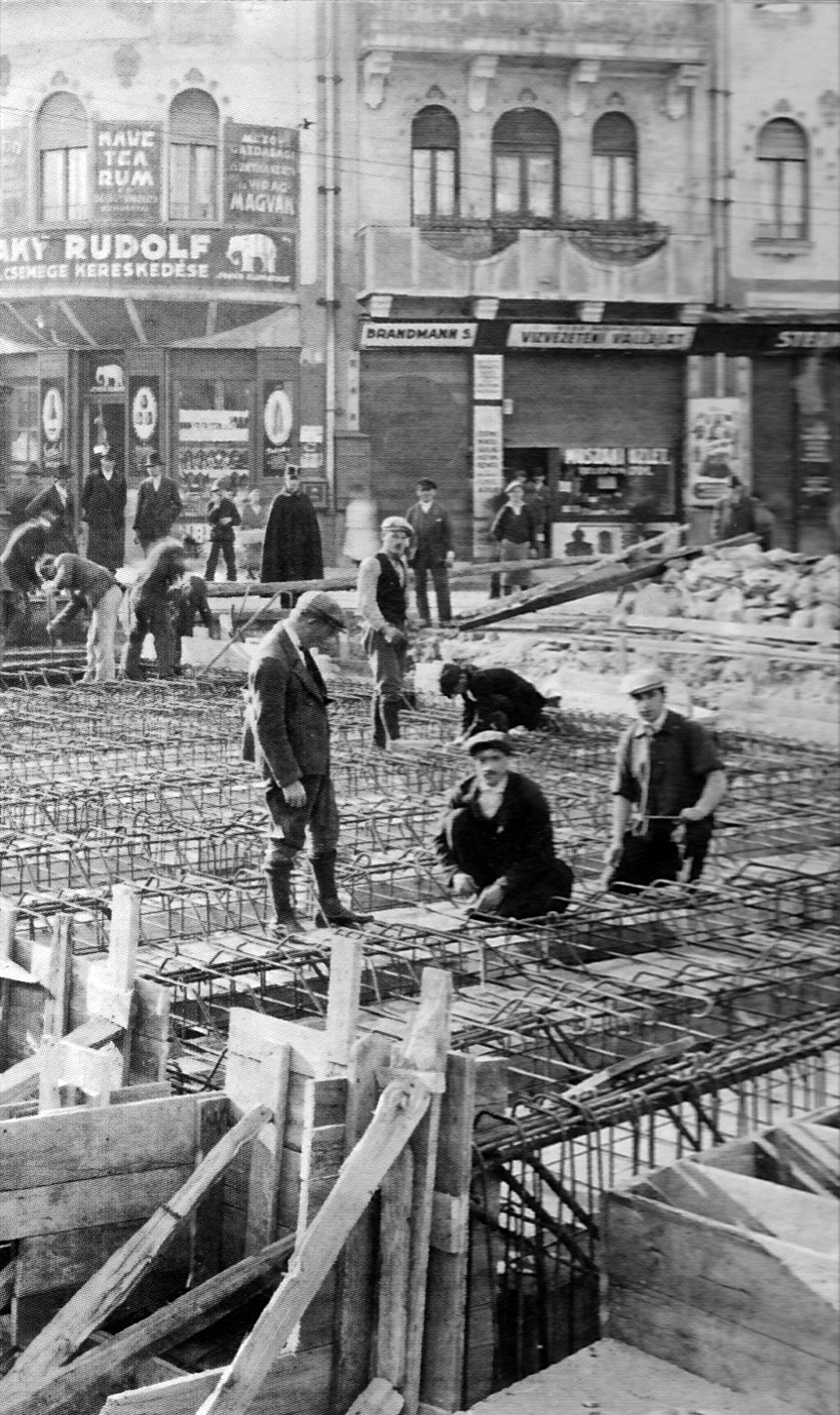
A Pece befedése 1911 körül
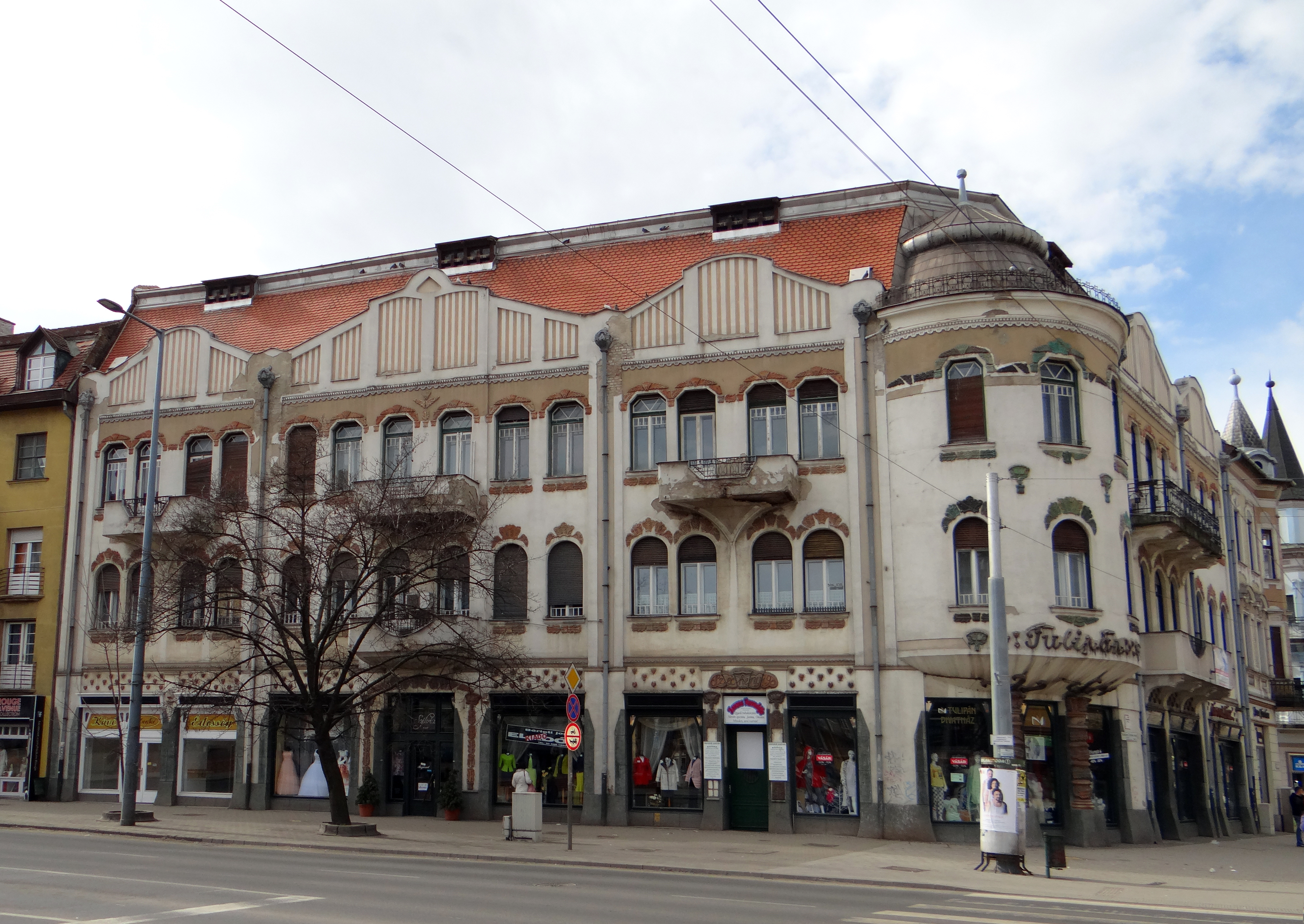
A keleti oldal 2017-ben
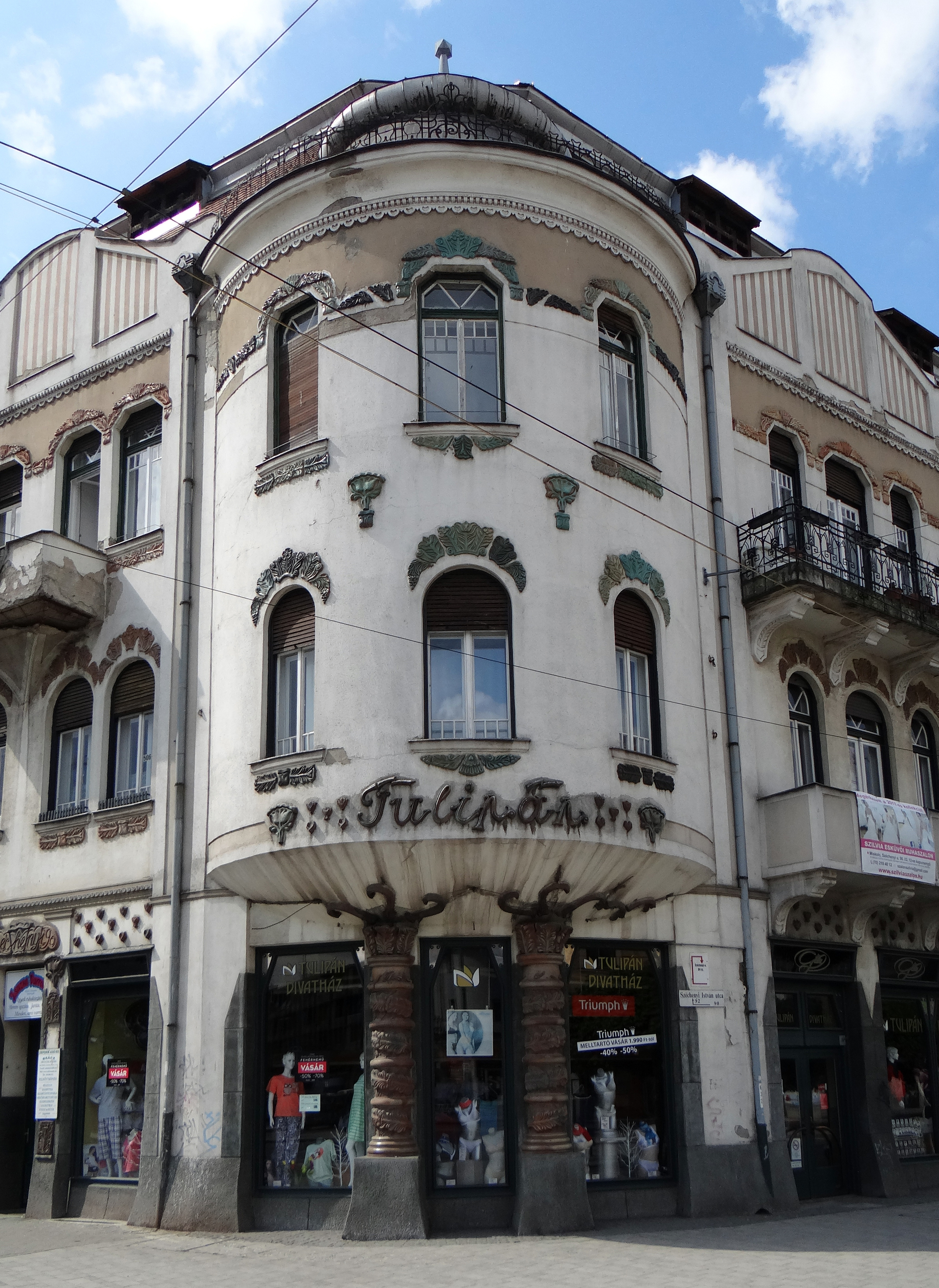
Az épület köríves sarokrizalitja
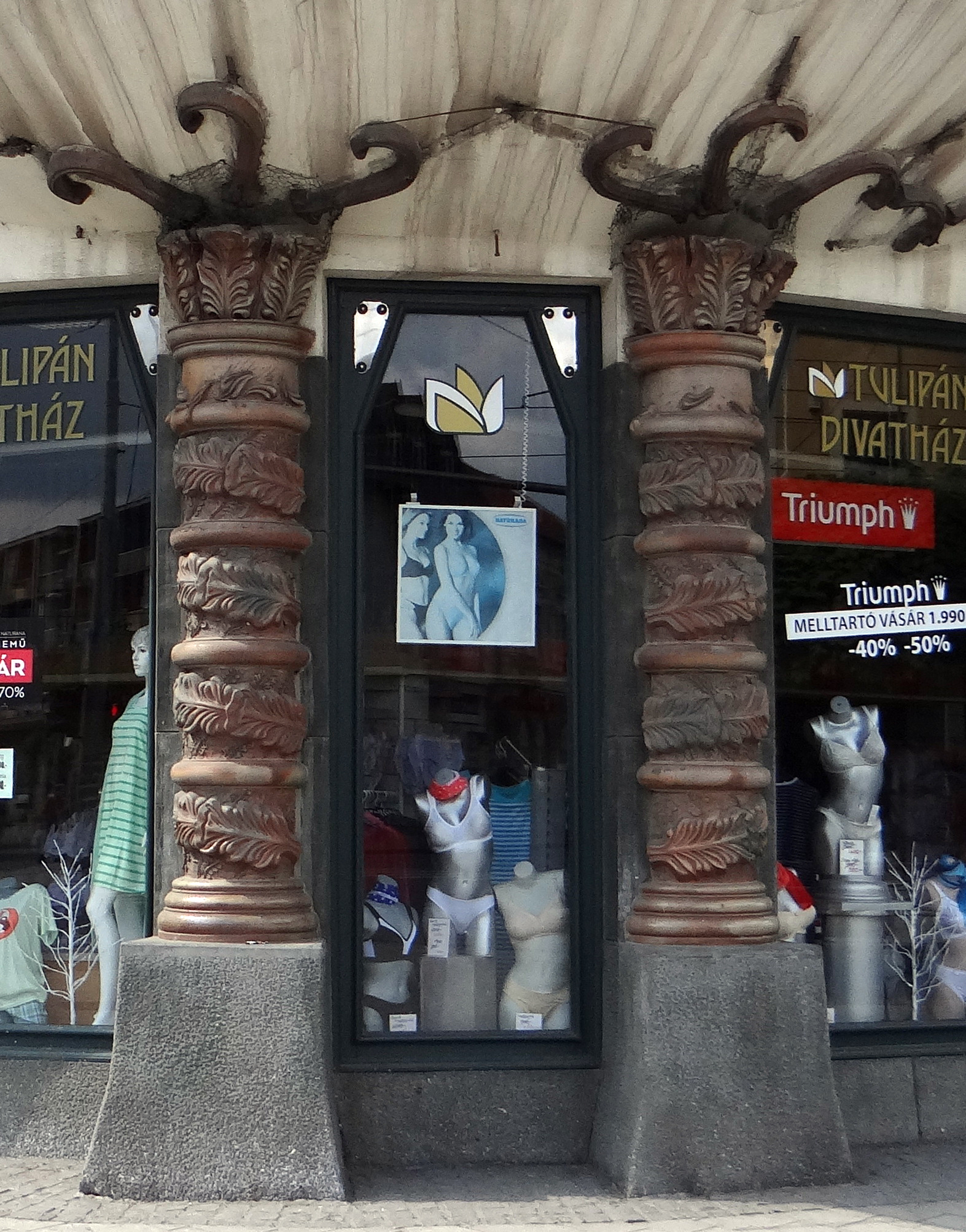
Kerámia díszítés a sarkon
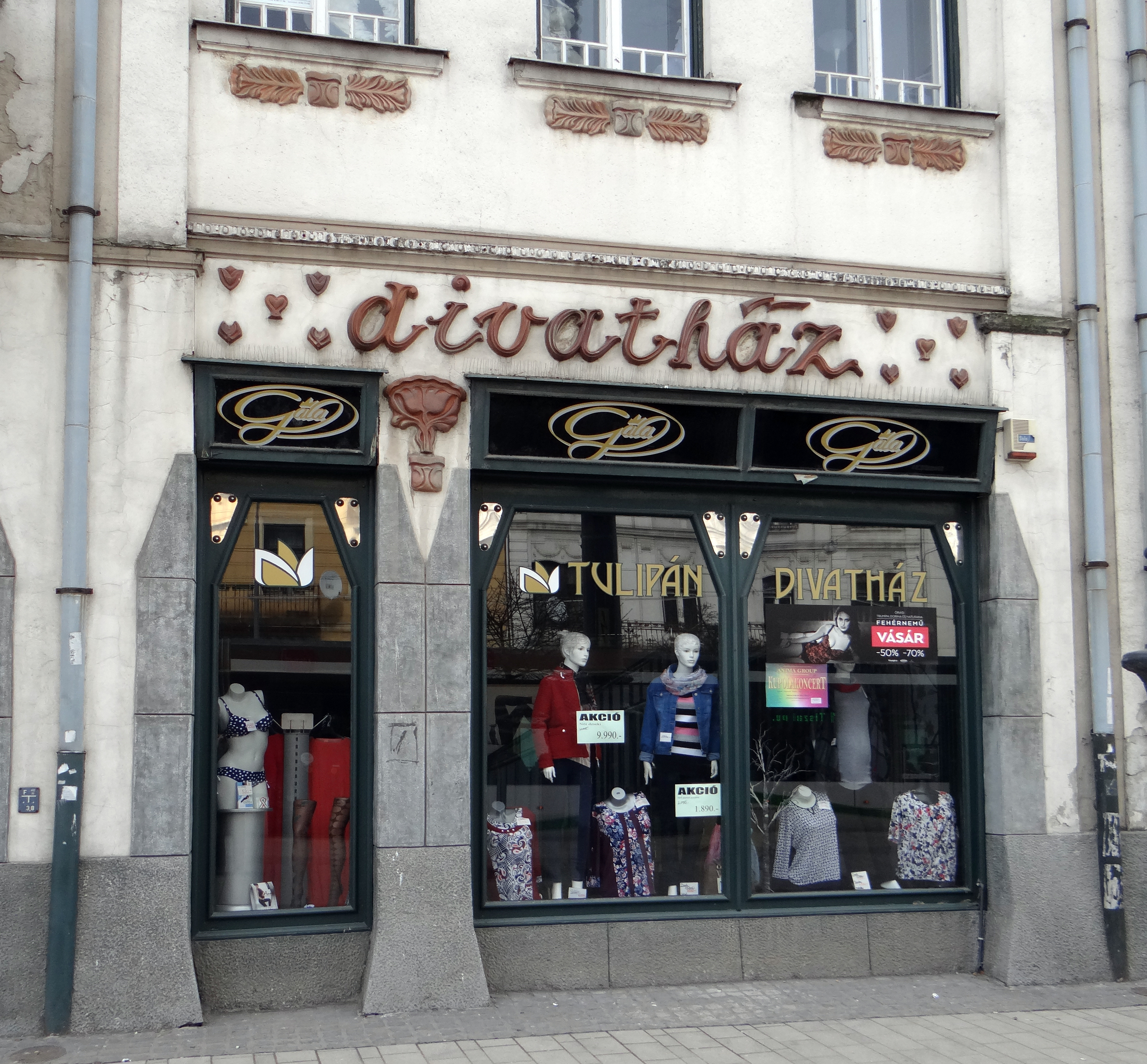
A Tulipán divatház kirakata
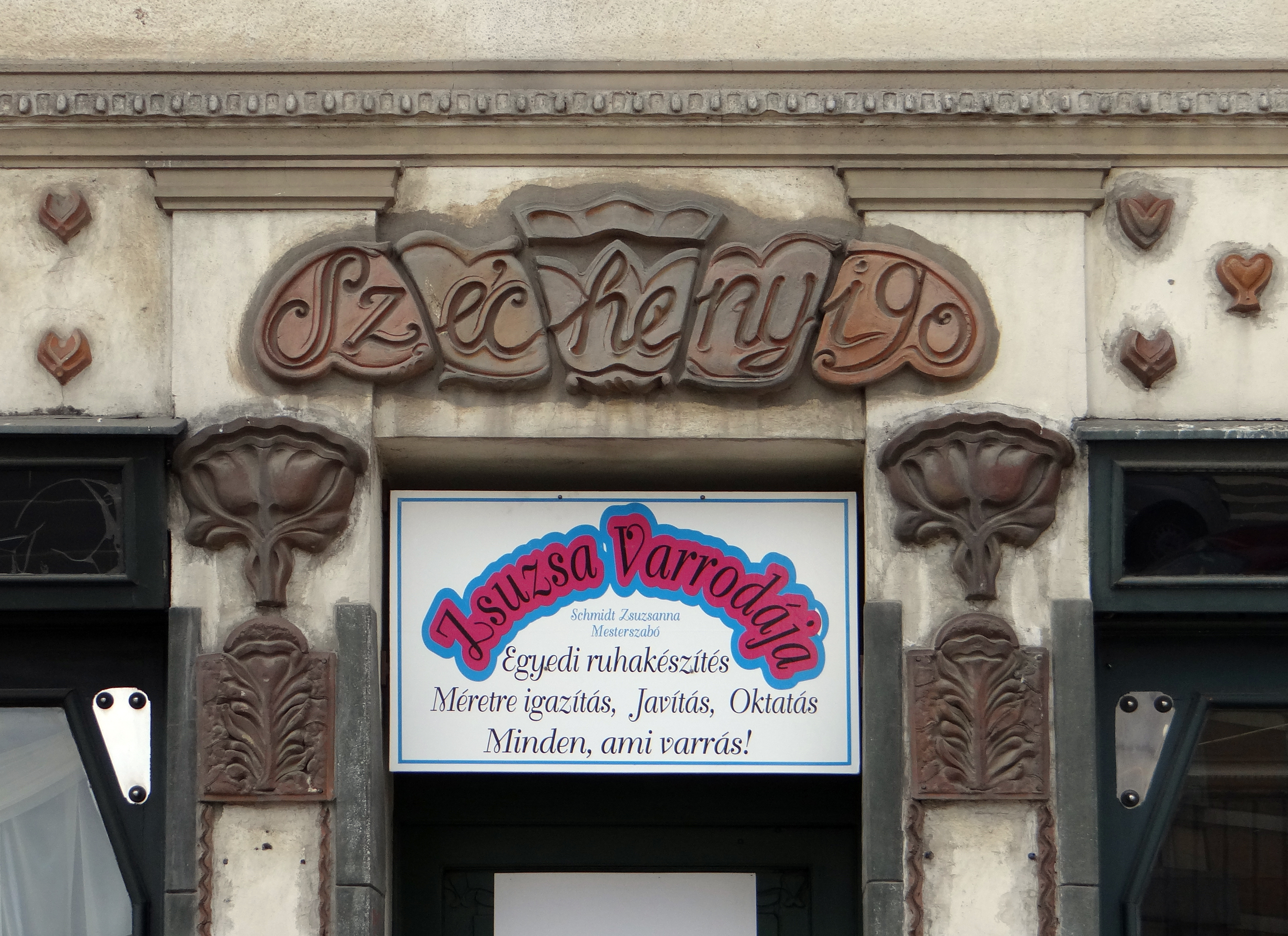
Egy üzletportál kerámia díszítése a keleti fronton
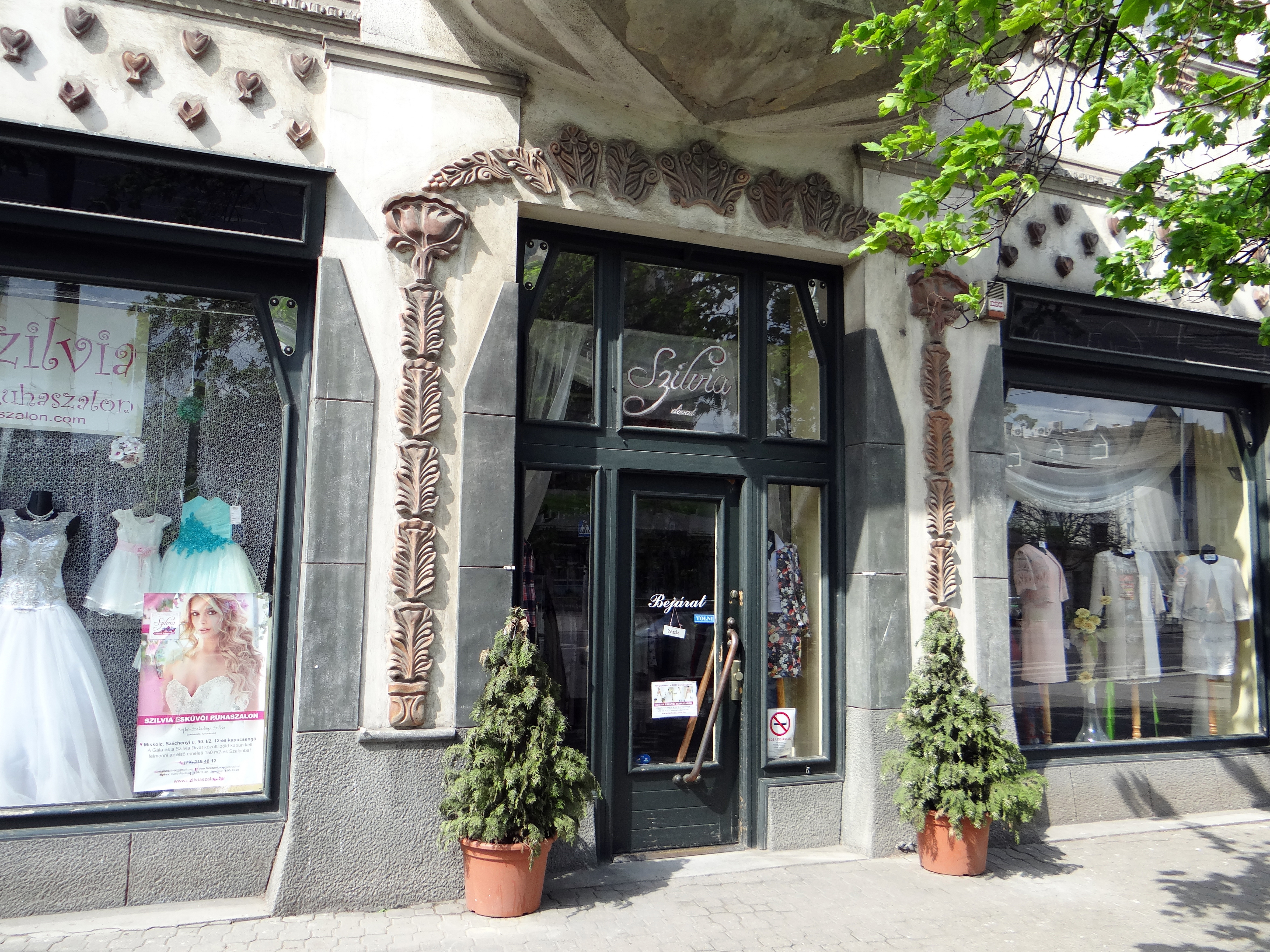
Üzletportál a keleti oldalon
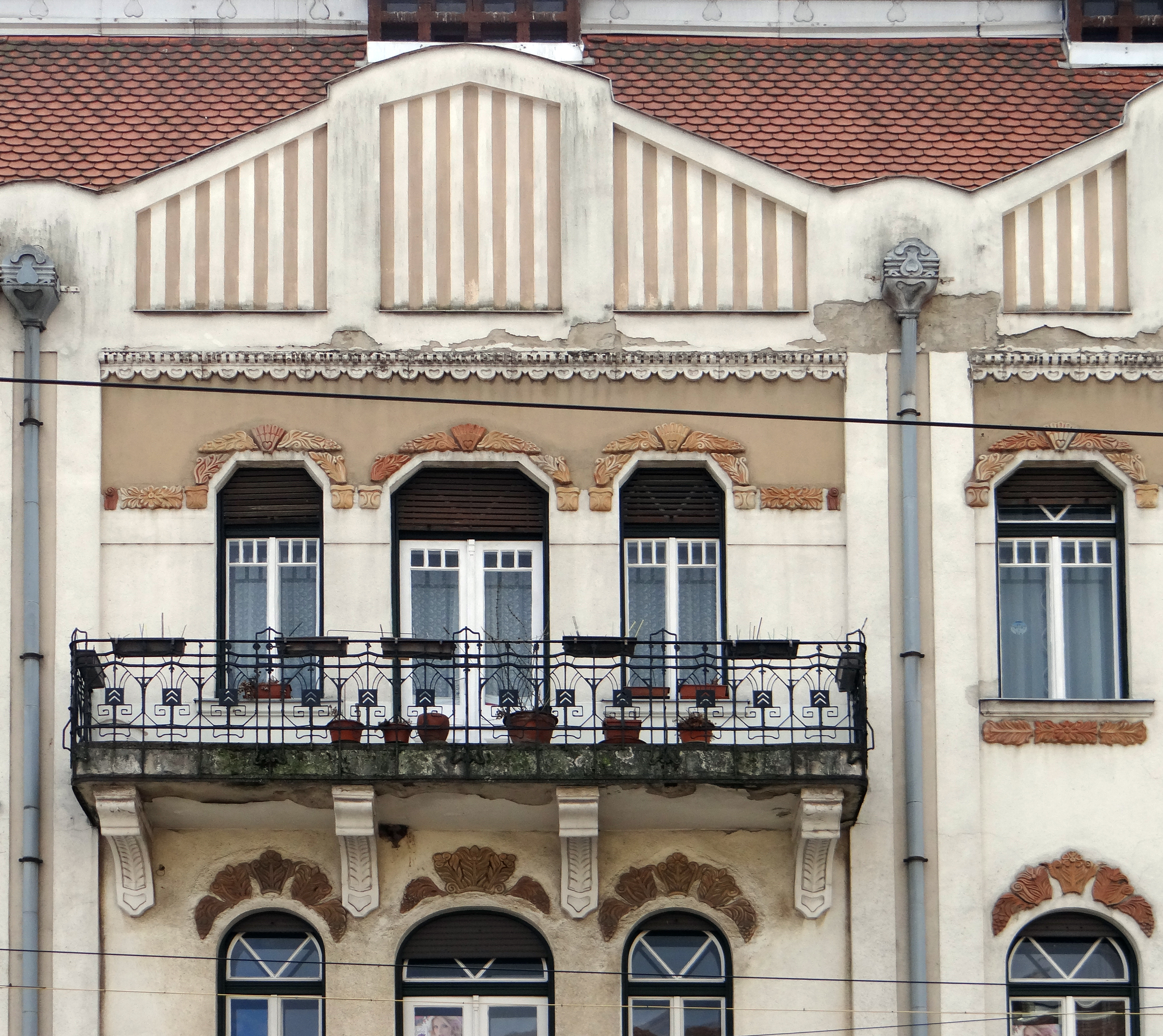
Homlokzati részlet az északi oldalon